# Nokere Koerse 2025
La 79.ª edición de la clásica ciclista Nokere Koerse fue una carrera en Bélgica que se celebró el 19 de marzo de 2025 con inicio en la ciudad de Deinze y final en la ciudad de Nokere sobre un recorrido de 188,1 kilómetros.
La carrera formó parte del UCI ProSeries 2025, calendario ciclístico mundial de segunda división, dentro de la categoría UCI 1.Pro. El vencedor fue el neerlandés Nils Eekhoff del Picnic PostNL, quien estuvo acompañado en el podio por el italiano Matteo Moschetti del Q36.5 y el estadounidense Luke Lamperti del Soudal Quick-Step, segundo y tercer clasificado respectivamente.

## Equipos participantes
Tomaron parte en la carrera 20 equipos: 10 de categoría UCI WorldTeam invitados por la organización, 9 de categoría UCI ProTeam y 1 de categoría Continental. Formaron así un pelotón de 135 ciclistas de los que acabaron 110. Los equipos participantes fueron:
| WorldTeams (10)- Soudal Quick-Step - UAE Team Emirates XRG - Lidl-Trek - Alpecin-Deceuninck - Groupama-FDJ - Intermarché-Wanty - Team Picnic-PostNL - Bahrain-Victorious - Cofidis - XDS Astana Team ProTeams (9)- Lotto - Israel-Premier Tech - Uno-X Mobility - Tudor Pro Cycling Team - Q36.5 Pro Cycling Team - Unibet Tietema Rockets - Wagner Bazin WB - Euskaltel-Euskadi - Team Flanders-Baloise Equipo continental- Tarteletto-Isorex |
| |

## Clasificación final
- La clasificación finalizó de la siguiente forma:[4]

| \| Clasificación general \| Clasificación general \| Clasificación general \| Clasificación general \| Clasificación general \| \| Ciclista \| Ciclista \| Equipo \| Tiempo \| \| \| --------------------- \| --------------------- \| ---------------------- \| --------------------- \| --------------------- \| \| 1.º \| Nils Eekhoff \| Team Picnic-PostNL \| 4 h 15 min 42 s \| \| \| 2.º \| Matteo Moschetti \| Q36.5 Pro Cycling Team \| + 0 s \| \| \| 3.º \| Luke Lamperti \| Soudal Quick-Step \| + 0 s \| \| \| 4.º \| Milan Fretin \| Cofidis \| + 0 s \| \| \| 5.º \| Milan Menten \| Lotto \| + 0 s \| \| \| 6.º \| Piet Allegaert \| Cofidis \| + 0 s \| \| \| 7.º \| Lewis Askey \| Groupama-FDJ \| + 0 s \| \| \| 8.º \| Alberto Dainese \| Tudor Pro Cycling Team \| + 0 s \| \| \| 9.º \| Lukáš Kubiš \| Unibet Tietema Rockets \| + 0 s \| \| \| 10.º \| Hugo Hofstetter \| Israel-Premier Tech \| + 0 s \| \| |                  |                        |                 |
| |                  |                        |                 |
| |                  |                        |                 |
| Clasificación general |                  |                        |                 |
| Ciclista | Ciclista         | Equipo                 | Tiempo          |
| 1.º | Nils Eekhoff     | Team Picnic-PostNL     | 4 h 15 min 42 s |
| 2.º | Matteo Moschetti | Q36.5 Pro Cycling Team | + 0 s           |
| 3.º | Luke Lamperti    | Soudal Quick-Step      | + 0 s           |
| 4.º | Milan Fretin     | Cofidis                | + 0 s           |
| 5.º | Milan Menten     | Lotto                  | + 0 s           |
| 6.º | Piet Allegaert   | Cofidis                | + 0 s           |
| 7.º | Lewis Askey      | Groupama-FDJ           | + 0 s           |
| 8.º | Alberto Dainese  | Tudor Pro Cycling Team | + 0 s           |
| 9.º | Lukáš Kubiš      | Unibet Tietema Rockets | + 0 s           |
| 10.º | Hugo Hofstetter  | Israel-Premier Tech    | + 0 s           |

## Ciclistas participantes y posiciones finales
Convenciones:
- AB-N: Abandono en la etapa "N"
- FLT-N: Retiro por llegada fuera del límite de tiempo en la etapa "N"
- NTS-N: No tomó la salida para la etapa "N"
- DES-N: Descalificado o expulsado en la etapa "N"

## UCI World Ranking
La Nokere Koerse otorgó puntos para el UCI World Ranking para corredores de los equipos en las categorías UCI WorldTeam, UCI ProTeam y Continental. Las siguientes tablas son el baremo de puntuación y los diez corredores que obtuvieron más puntos:
| Posición              | 1.º | 2.º | 3.º | 4.º | 5.º | 6.º | 7.º | 8.º | 9.º | 10.º | 11.º | 12.º | 13.º | 14.º | 15.º | 16.º-30.º | 31.º-40.º |
| Clasificación general | 200 | 150 | 125 | 100 | 85  | 70  | 60  | 50  | 40  | 35   | 30   | 25   | 20   | 15   | 10   | 5         | 3         |

| Clasificación |                  |                        |         |
| Posición      | Ciclista         | Equipo                 | General |
| ------------- | ---------------- | ---------------------- | ------- |
| 1.º           | Nils Eekhoff     | Picnic PostNL          | 200     |
| 2.º           | Matteo Moschetti | Q36.5                  | 150     |
| 3.º           | Luke Lamperti    | Soudal Quick-Step      | 125     |
| 4.º           | Milan Fretin     | Cofidis                | 100     |
| 5.º           | Milan Menten     | Lotto                  | 85      |
| 6.º           | Piet Allegaert   | Cofidis                | 70      |
| 7.º           | Lewis Askey      | Groupama-FDJ           | 60      |
| 8.º           | Alberto Dainese  | Tudor                  | 50      |
| 9.º           | Lukáš Kubiš      | Unibet Tietema Rockets | 40      |
| 10.º          | Hugo Hofstetter  | Israel-Premier Tech    | 35      |